# Kane Hodder

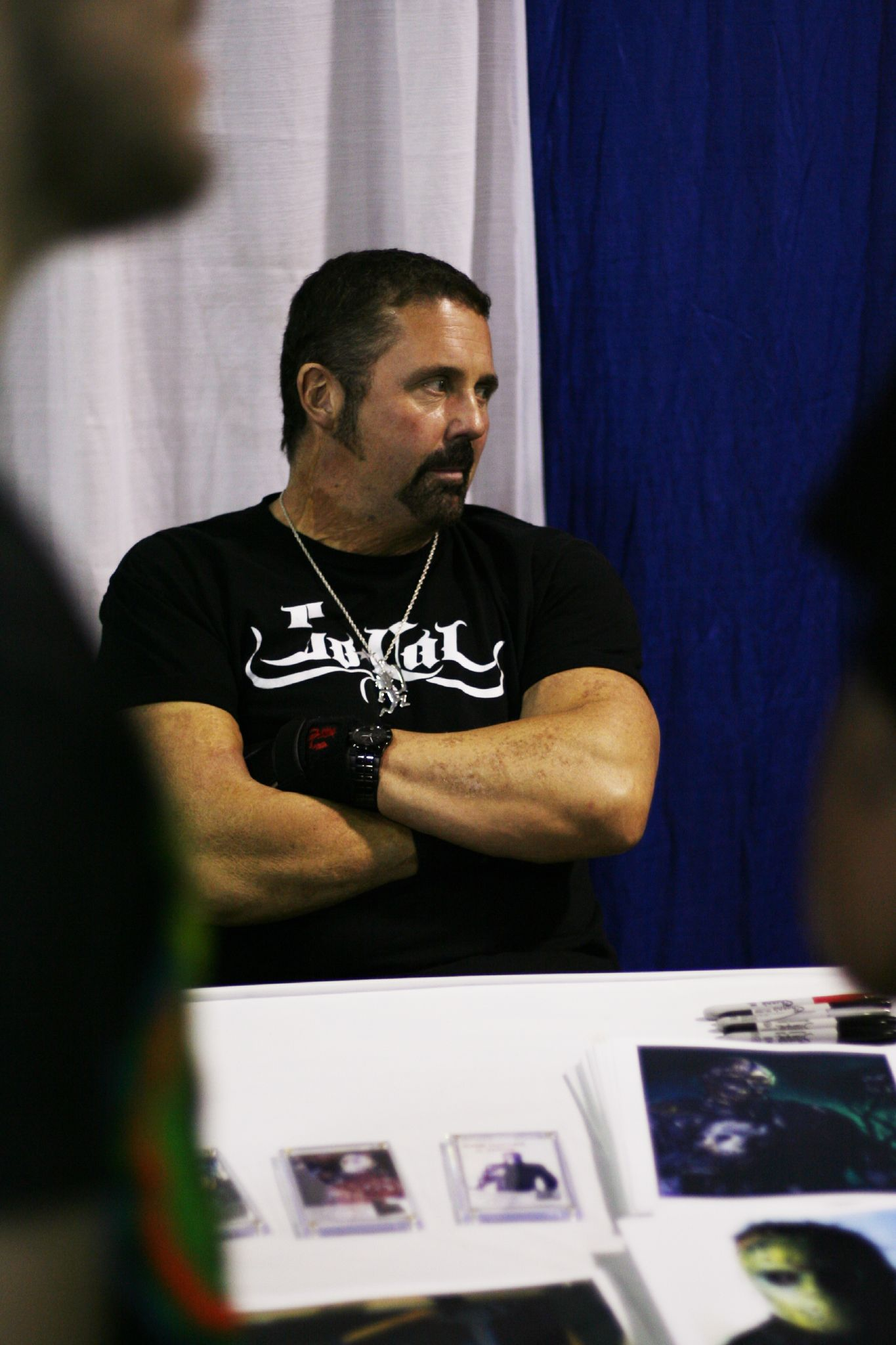
Kane Hodder

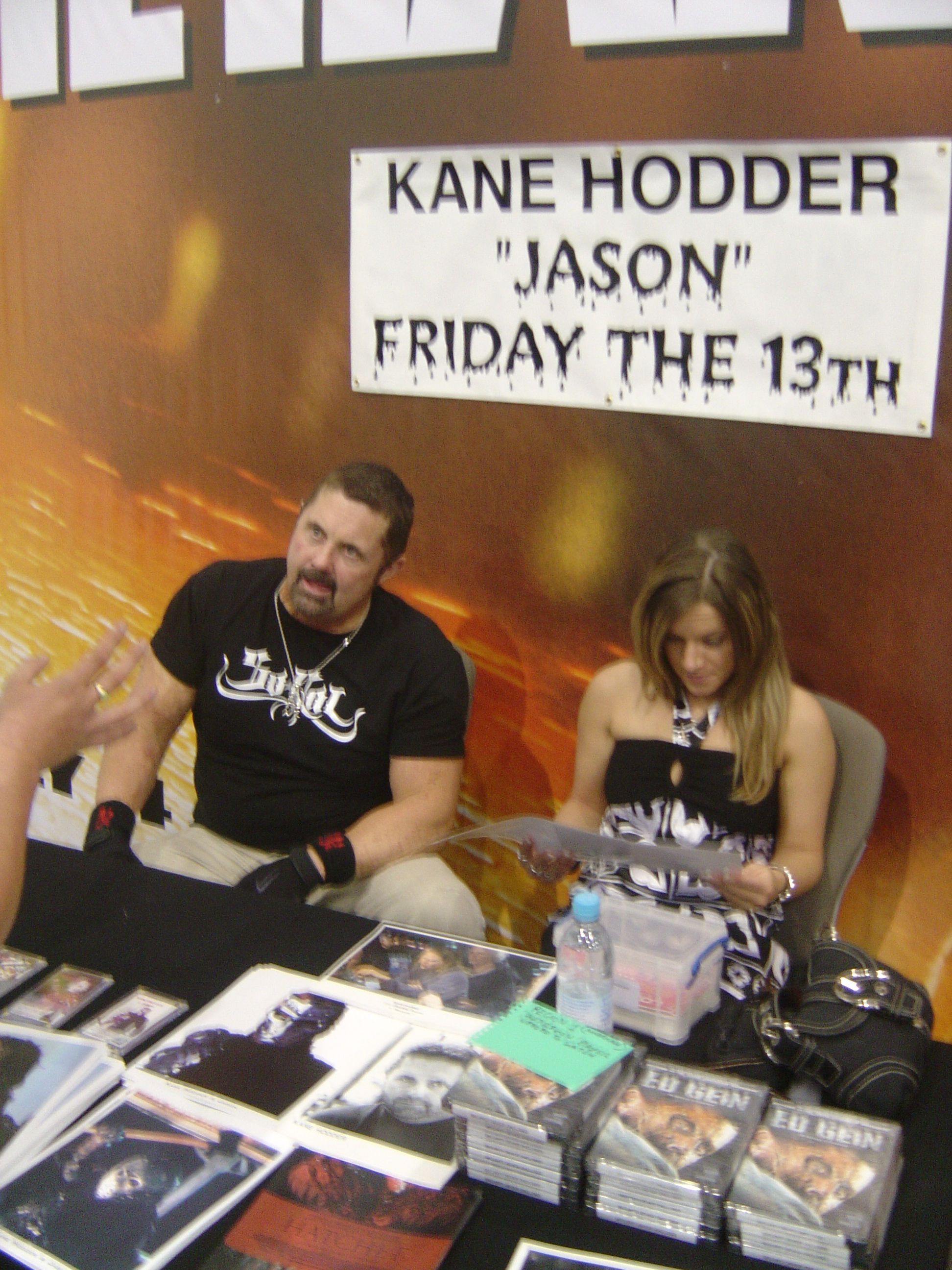
Kane Hodder con su esposa

Kane Warren Hodder (Auburn, California, 8 de abril de 1955) es un doble de cine y actor estadounidense. Mide 1,93 metros, y es popular por haber interpretado a Jason Voorhees, el infame asesino de la serie de Viernes 13 en cuatro ocasiones.

## Vida personal
Kane Hodder nació en Auburn (California) y es descendiente de ingleses. Está casado con Susan B. Hodder y tiene dos hijos: Reed y Jace. Hodder es un ávido jugador de póquer y juega a menudo torneos del HollywoodPoker. Tiene la palabra "kill" (matar) tatuada en la parte interna de su labio inferior.
A pesar de los papeles que interpreta a menudo, Hodder se ha descrito a menudo como un hombre muy amistoso y muy amable con sus fanes. Pasa mucho tiempo con niños en centros de quemados.[cita requerida]

## Carrera
Fue el primer actor en interpretar a Jason Voorhees más de una vez, en un total de cuatro películas. También ha retratado al icono del horror Leatherface a través del trabajo de la película de 1990 Leatherface: The Texas Chainsaw Massacre III. Él también apareció en un episodio de The Arsenio Hall para promover Viernes 13 VIII: Jason toma Manhattan, vestido con el traje de Jason. Cuando él volvió a interpretar ese papel nuevamente en Jason va al infierno: El último viernes, también apareció como la mano enguantada de Freddy Krueger al final de la película, a la espera de Freddy vs Jason.
A pesar de que se ofreció a repetir su papel como Jason Voorhees en la película Freddy vs Jason del año 2003, el director Ronny Yu reemplazó a Kane por el actor doble de riesgo Ken Kirzinger. Esto ha creado polémica entre los fanes de la serie y se ha acreditado a varios rumores, incluyendo la ubicación de Kirzinger en Canadá, y su altura en comparación con Robert Englund, el actor que interpretó a Freddy Krueger, mientras que el propio Yu dijo que fue idea de New Line Cinema hacerlo. Aunque Hodder todavía expresa resentimiento por no haber sido elegido, él sigue siendo un buen amigo de Ken Kirzinger y Robert Englund. En 2011 Hodder junto al autor Michael Aloisi escribió su autobiografía; Desenmascarado: La Verdadera Historia del Asesino del Cine Más Prolífico del Mundo. Esta autobiografía fue convertida a una Serie web, la cual se lanzó con el nombre de El Asesino Y Yo.
Hodder protagonizó la película slasher Hatchet como el personaje principal de Victor Crowley, un niño deforme físicamente que regresa de la muerte para matar a las personas que invaden el pantano en el que vive, una historia similar en alcance a la de Jason Voorhees. Él interpreta al personaje por segunda vez en Hatchet 2 y posteriormente repitió este papel en Hatchet 3.

## Filmografía
- House (1986, como coordinador de las escenas de acción)
- Friday the 13th Part VII: The New Blood (1988)
- Friday the 13th Part VIII: Jason Takes Manhattan (1989)
- Jason Goes to Hell: The Final Friday (1993)
- Pumpkinhead II: Blood Wings (1993)
- Wishmaster (1997)
- Jason X (2001)
- Hatchet (2006)
- Ed Gein   (2007)
- Hatchet II (2010)
- Hatchet 3 (2013)
- Frozen (2010)
- Alice D (2014)